# 科爾卡皮爾瓦
科爾卡皮爾瓦（西班牙語：Colcapirhua）是玻利維亞中部科恰班巴省基亚科约县的市鎮，海拔高度2,497米，受亞熱帶氣候影響，每年平均降雨量約500毫米，2012年人口48,631。

## 外部連結
- Instituto Nacional de Estadistica de Bolivia